# Macroglossus minimus
Macroglossus minimus hay dơi mật hoa nhỏ là một loài động vật có vú trong họ Dơi quạ, bộ Dơi. Loài này được E. Geoffroy mô tả năm 1810.